# Titus Brandsma
Anno Sjoerd Titus Brandsma ou em português São Tito Brandsma (Bolsward, 23 de fevereiro de 1881 — Dachau, 26 de julho de 1942) foi um religioso católico neerlandês.

## Juventude
Brandsma nasceu Anno Sjoerd Brandsma filho de Titus Brandsma (falecido em 1920) e sua esposa Tjitsje Postma (falecida em 1933) em Oegeklooster, perto de Hartwerd, na província de Friesland, em 1881. Seus pais, que administravam uma pequena fazenda de laticínios, eram católicos devotos e comprometidos, uma minoria em uma região predominantemente calvinista. Com exceção de uma filha, todos os seus filhos (três filhas e dois filhos) ingressaram em ordens religiosas.

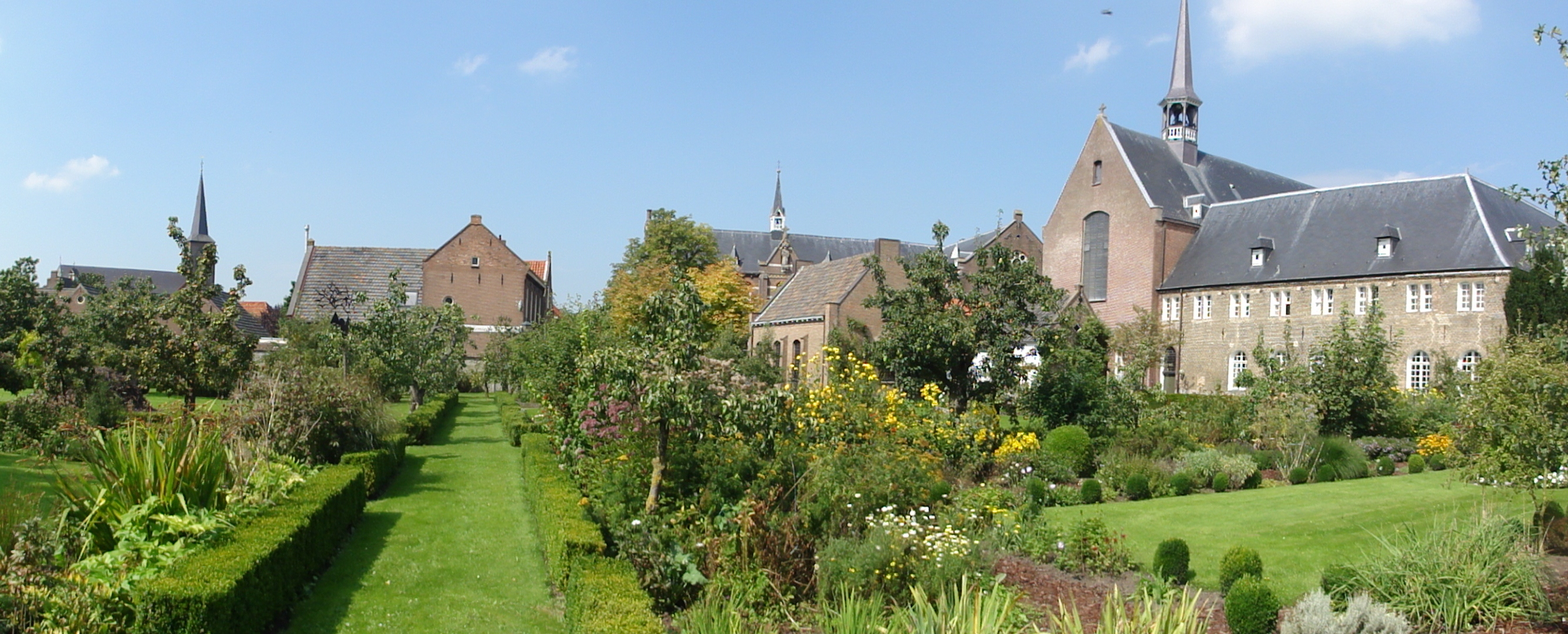
O terreno do convento franciscano em Megen, onde Brandsma fez seus estudos secundários

A partir da idade de 11, Brandsma prosseguiu os seus estudos secundários na cidade de Megen, em um seminário franciscano menor para meninos considerando uma vocação sacerdotal ou religiosa.  Mas teve que deixar o seminário e o sonho de ser franciscano por problemas intestinais.

## Frade carmelita
Brandsma entrou no noviciado dos frades carmelitas em Boxmeer em 17 de setembro de 1898, onde assumiu o nome religioso de Tito (em homenagem a seu pai) pelo qual agora é conhecido. Ele professou seus primeiros votos em outubro de 1899.
Ordenado sacerdote em 1905, Brandsma era conhecedor do misticismo carmelita e concluiu o doutorado em filosofia em Roma em 1909. De 1909 a 1923 viveu em Oss e trabalhou como escritor e professor. A partir de 1916, ele iniciou e liderou um projeto para traduzir as obras de Teresa de Ávila para o holandês. Em 1919 ele fundou e por dois anos atuou como diretor de uma escola secundária em Oss - o atual Titus Brandsma Lyceum.
Em 1921 Brandsma trabalhou para resolver uma controvérsia a respeito artista belga Albert Servaes representação das " Estações da Cruz. Daí veio sua série de meditações em cada uma das 14 estações.
Um dos fundadores da Universidade Católica de Nijmegen (agora Universidade Radboud), Brandsma tornou-se professor de filosofia e história do misticismo na escola em 1923. Mais tarde, ele serviu como Reitor Magnífico (1932–33). Ele era conhecido por sua disponibilidade constante para todos, ao invés de seu trabalho acadêmico como professor. Brandsma também trabalhou como jornalista e foi conselheiro eclesiástico de jornalistas católicos em 1935. Nesse mesmo ano fez uma viagem para palestrar pelos Estados Unidos e Canadá, falando em várias instituições de sua Ordem. Por ocasião de sua visita a um seminário carmelita em Niagara Falls, Ontário, Brandsma escreveu sobre as cataratas, "Eu não vejo apenas a riqueza da natureza da água, sua potencialidade incomensurável; eu vejo Deus trabalhando na obra de suas mãos e na manifestação de seu amor." 

## Prisão e morte
Após a invasão da Holanda pelo Terceiro Reich em maio de 1940, a luta de longo prazo de Brandsma contra a disseminação da ideologia nazista e pela liberdade educacional e de imprensa trouxe-o à atenção dos nazistas.
Em janeiro de 1942, ele se comprometeu a entregar em mãos uma carta da Conferência dos Bispos Holandeses aos editores de jornais católicos em que os bispos ordenavam que não imprimissem documentos oficiais nazistas, conforme exigido por uma nova lei dos ocupantes alemães. Ele havia visitado quatorze editores antes de ser preso em 19 de janeiro no mosteiro de Boxmeer.
Depois de ser mantido prisioneiro em Scheveningen, Amersfoort e Kleve, Brandsma foi transferido para o Campo de concentração de Dachau, chegando lá em 19 de junho. Sua saúde rapidamente piorou e ele foi transferido para o hospital do campo. Ele morreu em 26 de julho de 1942, de uma injeção letal administrada por uma enfermeira da Allgemeine SS, como parte de seu programa de experimentação médica nos prisioneiros. A própria enfermeira esteve posteriormente presente em sua beatificação, onde deu testemunho de que o sacerdote a ofereceu um terço pedindo para que ela rezasse por ele.

## Legado

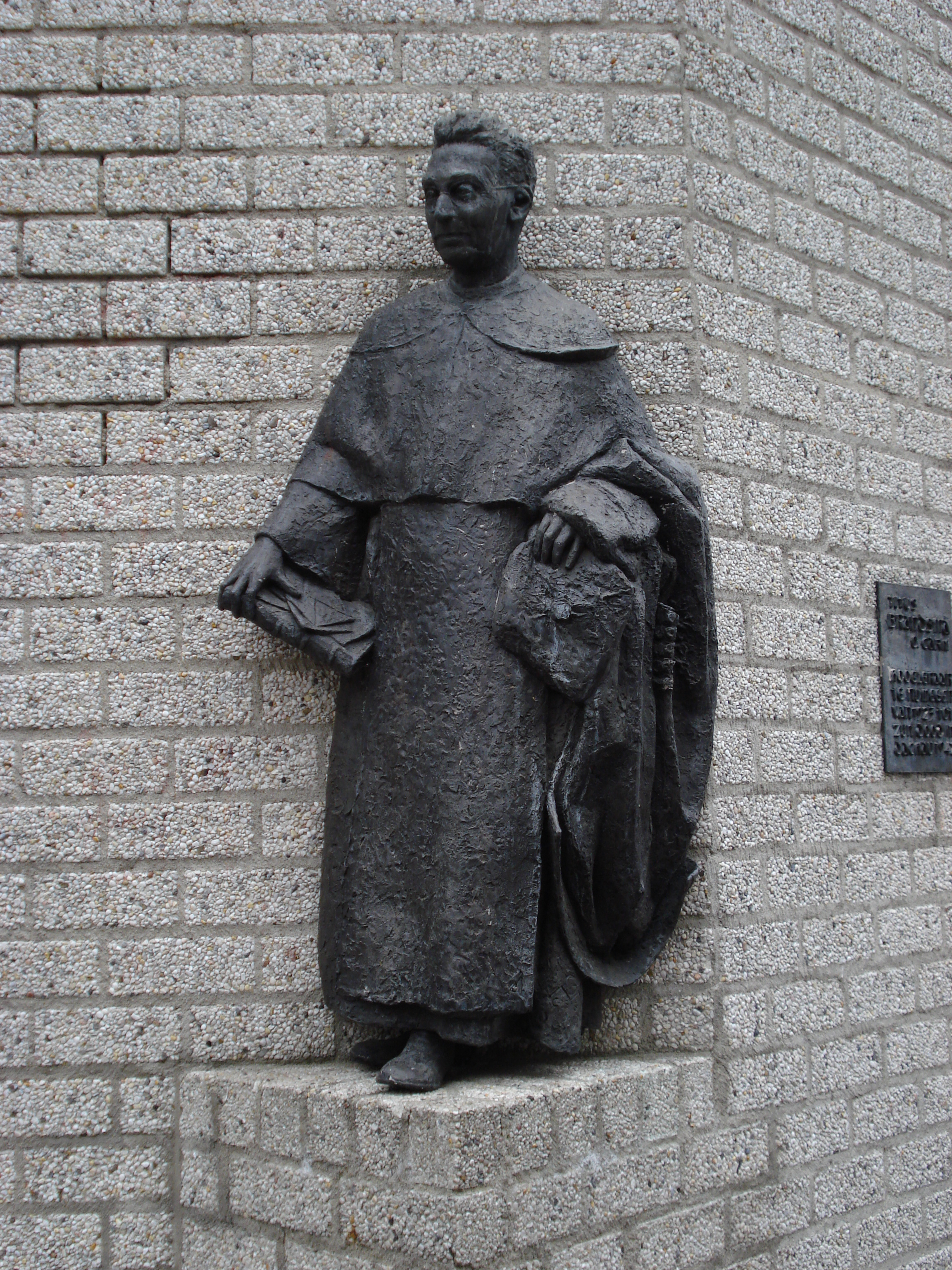
Estátua de Titus Brandsma no terreno da Radboud University, Nijmegen

Brandsma é homenageado como um mártir dentro da Igreja Católica Romana. Ele foi beatificado em 3 de novembro de 1985 pelo Papa João Paulo II. Seu dia de festa é celebrado na Ordem Carmelita em 27 de julho. 
Em 2005, Brandsma foi eleito pelos habitantes de Nijmegen como o maior cidadão que lá viveu. Uma igreja memorial está agora na cidade dedicada a ele.

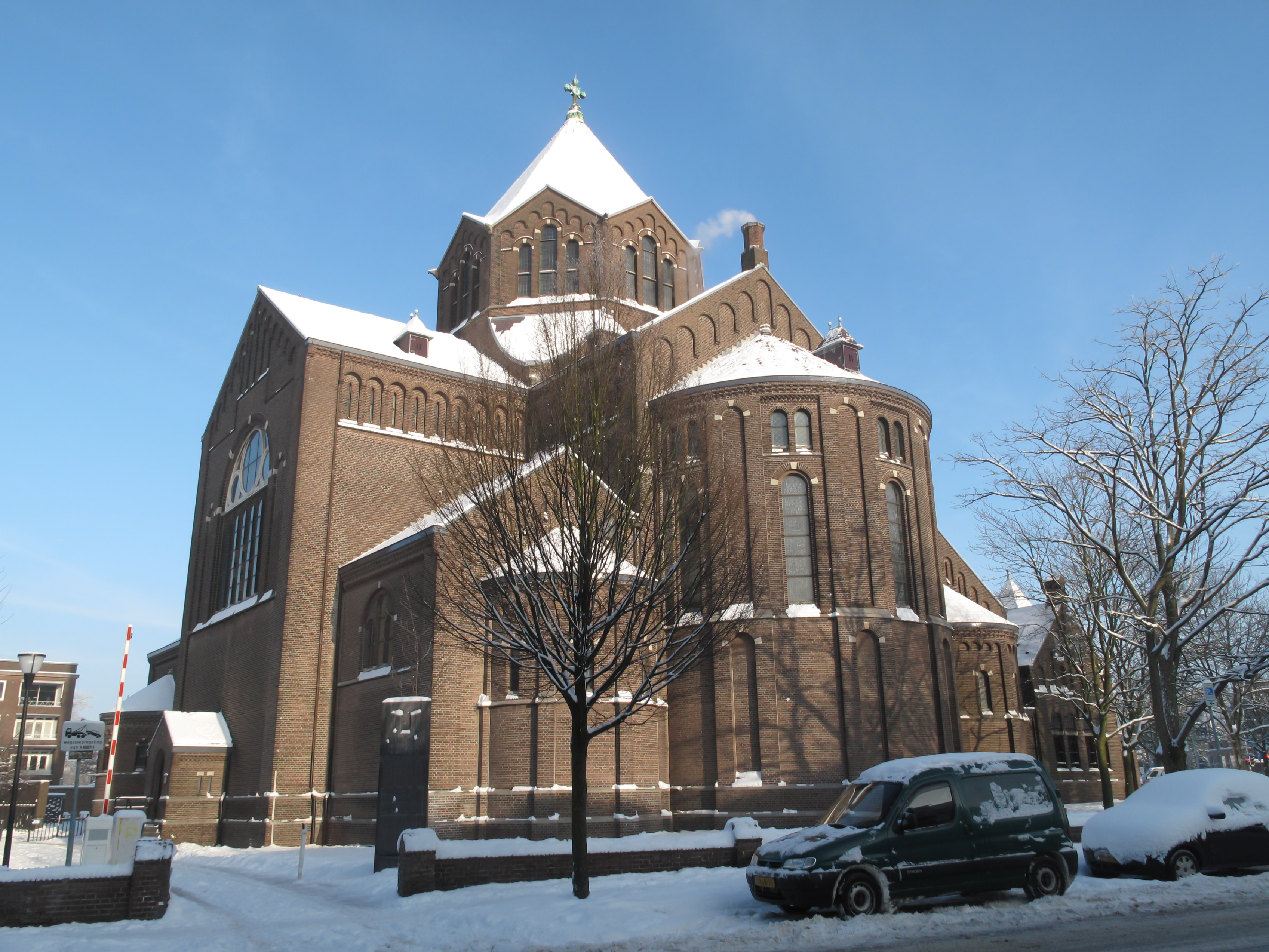
A Igreja Memorial Titus Brandsma em Nijmegen

Os estudos de Brandsma sobre misticismo foram a base para o estabelecimento em 1968 do Instituto Titus Brandsma em Nijmegen, dedicado ao estudo da espiritualidade. É uma colaboração entre os frades carmelitas holandeses e a Radboud University Nijmegen.
Em sua biografia de Brandsma, The Man behind the Myth, o jornalista holandês Ton Crijnen afirma que o personagem de Brandsma consistia em alguma vaidade, temperamento explosivo, energia extrema, inocência política, verdadeira caridade, piedade despretensiosa, determinação total e grande coragem pessoal. Suas idéias eram muito semelhantes às de sua época e também modernas. Ele contrabalançou a opinião teológica negativa do catolicismo contemporâneo sobre o judaísmo com uma forte insatisfação com qualquer tipo de anti-semitismo na Alemanha de Hitler. Brandsma foi homenageado pela cidade de Dachau com uma rua adjacente ao antigo acampamento, embora seja uma das ruas mais estreitas da cidade.
Em 15 de maio de 2022, o padre Titus Brandsma foi canonizado pelo Papa Francisco.